# Nižněkamsk
Nižněkamsk (rusky Нижнека́мск, tatarsky Түбән Кама/Tübän Kama) je město v Tatarstánu v Ruské federaci. Leží na jižním břehu Kamy mezi Naběrežnými Čelny a Čistopolem.
V roce 2010 zde žilo zhruba 234 tisíc lidí.
Nižněkamsk je domovem hokejového klubu CHK Neftěchimik Nižněkamsk a fotbalového klubu FK Neftěchimik Nižněkamsk. Nedaleko města se nachází nedokončená Tatarská jaderná elektrárna.

## Dějiny
Původně bylo založeno jako sídlo městského typu Nižněkamskij (rusky Нижнекамский). V souvislosti s výstavbou petrochemického komplexu Nižněkamskněftěchim dostalo v roce 1966 status města.
Zdejší rafinerie TANECO patří podle agentury Reuters mezi největší v Rusku. Měsíční kapacita závodu přesahuje 700 tisíc tun ropy měsíčně.
V dubnu 2024 se v reakci na ruskou invazi na Ukrajinu stala rafinérie terčem ukrajinských bezpilotních letadel, které způsobily požár. Zasažena byla jednotka sloužící k primární rafinaci.

### Vývoj počtu obyvatel
| Rok  | Obyvatel |
| ---- | -------- |
| 1970 | 48 988   |
| 1979 | 134 199  |
| 1989 | 190 793  |
| 2002 | 225 399  |
| 2010 | 234 044  |

Zdroj: sčítání lidu